# HSC 2000 Coburg
Der HSC 2000 Coburg ist ein Handballverein, der in der oberfränkischen Stadt Coburg beheimatet ist.

## Geschichte

Altes Logo verwendet bis Saison 2017/2018

Im Jahr 2000 wurde der HSC 2000 Coburg-Neuses durch die Handballspielgemeinschaft Coburg und den TV Neuses gegründet, um höherklassigen Handballsport in Coburg zu ermöglichen. Die HSG war schon 1992 als Zusammenschluss des TV Ketschendorf und TV 48 Coburg entstanden, zwei Jahre später schloss sich die Coburger Turnerschaft an. Im Jahr 2014 hatte der Verein 307 Mitglieder.
Aushängeschild des Vereins ist die erste Männermannschaft, die in der Saison 2001/02 den ersten Platz in der Bayernliga belegte und die nächsten drei Jahre in der Regionalliga Mitte spielte. Nach einem dritten Platz in der Saison 2004/2005 folgten ein Jahr später in der Regionalliga Süd Staffel Ost ein zweiter Platz sowie aufgrund der Umgliederung des Süddeutschen Handballverbandes über eine Aufstiegsrunde im Jahr 2006 die Qualifikation für die Regionalliga Süd. In dieser Liga erreichte die 1. Mannschaft in der Saison 2006/2007 den ersten Platz und stieg in die 2. Handball-Bundesliga Süd auf, wo ein Jahr später der vierte Tabellenplatz erreicht wurde. In der Spielzeit 2009/2010 belegte die Mannschaft den vorletzten Tabellenplatz und in der folgenden Saison den zwölften. Trotzdem musste sie in die 3. Handball-Liga absteigen, da nur die ersten Neun der Tabelle sich für die neu geschaffene eingleisige 2. Handball-Bundesliga qualifiziert hatten.
Nach zwei Spielzeiten in der 3. Handball-Liga-Ost mit dem fünften Platz in der Saison 2011/12 und dem dritten Platz in der Saison 2012/13 wurde die erste Männermannschaft in der Saison 2013/14 Meister der Staffel-Süd der 3. Handball-Liga und stieg wieder in die 2. Handball-Bundesliga auf. In der Saison 2015/16 schaffte die erste Mannschaft des HSC 2000 Coburg den Aufstieg in die Handball-Bundesliga und die zweite Mannschaft den Aufstieg in die 3. Handball-Liga.
Der reine Handballverein HSC 2000 Coburg hat drei Männermannschaften sowie mehrere Jugendmannschaften. Die Finanzierung des Spielbetriebs in der ersten Männermannschaft lief anfangs über eine GmbH des Vereins, die am 1. Juli 2016 in die HSC Coburg GmbH & Co. KG überführt wurde. Hauptsponsor ist seit 2003 die Versicherung HUK-COBURG.
Die Saison 2016/2017 wurde in der 1. Liga mit dem letzten Tabellenplatz abgeschlossen. Zur Saison 2017/2018 wurde das Logo des HSC 2000 Coburgs geändert.

### Das Rahmenprogramm
Das Maskottchen ist ein Schwarz-Gelber Ritter namens Vestus. Seit Mitte 2015 tritt die Tanzsportgarde Coburger Mohr regelmäßig während der Timeouts und Halbzeitpausen auf.

## Kader Saison 2024/25
| Nr. | Name                    | Nat.      | Pos.   | Geb.datum  | Größe  | im Verein seit | Letzter Verein           |
| --- | ----------------------- | --------- | ------ | ---------- | ------ | -------------- | ------------------------ |
| 16  | Petros Boukovinas       | Grieche   | TW     | 08.03.1994 | 190 cm | 2024           | TV Großwallstadt         |
| 28  | Fabian Apfel            | Deutscher | TW     | 28.01.1999 | 186 cm | 2009           | eigene Jugend            |
| 54  | Glenn-Louis Eggert      | Deutscher | TW     | 05.04.2000 | 200 cm | 2023           |                          |
| 05  | Matteo Menges           | Deutscher | RM     | 19.07.2004 | 184 cm | 2024           | TSV Altenholz            |
| 07  | Felix Dettenthaler      | Deutscher | LA     | 20.02.2002 | 183 cm | 2017           |                          |
| 09  | Bartłomiej Bis          | Pole      | KM     | 25.03.1997 | 195 cm | 2022           | Górnik Zabrze            |
| 11  | Andrej Kassaj           | Ukrainer  | RL     | 10.02.2004 | 197 cm | 2024           | CS Medgidia              |
| 13  | Merlin Fuß              | Deutscher | RR     | 02.02.2000 | 184 cm | 2021           | TV Hüttenberg            |
| 18  | Arkadiusz Ossowski      | Pole      | RM, RL | 04.11.1996 | 193 cm | 2022           | MMTS Kwidzyn             |
| 21  | Florian Billek          | Deutscher | RA     | 16.07.1988 | 188 cm | 2014           | HBW Balingen-Weilstetten |
| 22  | Marin Lisac             | Kroate    | RM     | 11.11.2002 | 189 cm | 2024           | HRK Gorica               |
| 23  | Jannes Krone            | Deutscher | RA     | 27.04.1997 | 184 cm | 2022           | TSV Hannover-Burgdorf    |
| 24  | Mikael Helmersson       | /         | RL     | 29.09.2003 | 198 cm | 2024           | Ystads IF HF             |
| 25  | Jakob Knauer            | Deutscher | RR     | 11.03.1999 | 193 cm | 2017           | eigene Jugend            |
| 26  | Jānis Pavels Valkovskis | Lette     | RL     | 07.10.2004 | 191 cm | 2023           |                          |
| 29  | Leonards Valkovskis     | Deutscher | RL     | 26.07.2006 | 195 cm | 2024           |                          |
| 30  | Nils Röller             | Deutscher | KM     | 02.09.2001 | 195 cm | 2024           | Frisch Auf Göppingen     |
| 35  | Jan Schäffer            | Deutscher | KM     | 03.05.1990 | 191 cm | 2021           | HC Erlangen              |
| 87  | Jesper Schmidt          | Deutscher | LA     | 06.08.2002 | 193 cm | 2024           | HC Empor Rostock         |

### Transfers zur Saison 2024/25
| Zugänge                 | Zugänge           | Zugänge                   |
| Nation                  | Name              | abgebender Verein         |
| ----------------------- | ----------------- | ------------------------- |
| Deutschland             | Matteo Menges     | TSV Altenholz             |
| Deutschland             | Jesper Schmidt    | HC Empor Rostock          |
| Griechenland            | Petros Boukovinas | TV Großwallstadt          |
| Deutschland             | Nils Röller       | Frisch Auf Göppingen      |
| Ukraine                 | Andrej Kassaj     | CS Medgidia               |
| Kroatien                | Marin Lisac       | HRK Gorica, Dezember 2024 |
| Stand: 14. Februar 2025 |                   |                           |

| Abgänge                 | Abgänge                | Abgänge                    |
| Nation                  | Name                   | aufnehmender Verein        |
| ----------------------- | ---------------------- | -------------------------- |
| Danemark                | Kristian van der Merwe | HSG Nordhorn-Lingen        |
| Deutschland             | Max Jaeger             | HSG Nordhorn-Lingen        |
| Schweiz                 | Viktor Glatthard       | Sandnes HK                 |
| Island                  | Tumi Steinn Rúnarsson  | Alpla HC Hard              |
| Deutschland             | Fynn Herzig            | TuS Ferndorf               |
| Kroatien                | Andrej Obranović       | Verein in Katar            |
| Deutschland             | Felix Jaeger           | SGSH Dragons, Februar 2025 |
| Stand: 17. Februar 2025 |                        |                            |

### Transfers zur Saison 2025/26
| Zugänge             | Zugänge           | Zugänge           |
| Nation              | Name              | abgebender Verein |
| ------------------- | ----------------- | ----------------- |
| Slowenien           | Nejc Planinšek    | RD Riko Ribnica   |
| Kroatien            | Tin Kontrec       | TuS N-Lübbecke    |
| Lettland            | Marks Lilienfelds | eigene Jugend     |
| Stand: 31. Mai 2025 |                   |                   |

| Abgänge                | Abgänge            | Abgänge                  |
| Nation                 | Name               | aufnehmender Verein      |
| ---------------------- | ------------------ | ------------------------ |
| Deutschland            | Glenn-Louis Eggert | TuS Vinnhorst            |
| Deutschland            | Merlin Fuß         | HBW Balingen-Weilstetten |
| Stand: 3. Februar 2025 |                    |                          |

### Trainerstab
| Name               | Funktion        |
| Trainerstab        | Trainerstab     |
| ------------------ | --------------- |
| Anel Mahmutefendic | Cheftrainer     |
| Davor Rokavec      | Co-Trainer      |
| Wadym Braschnyk    | Co-Trainer      |
| Fabian Lauenstein  | Athletiktrainer |

## Trainer
- 2000–2002: Ralf Baucke
- 2002: Dieter Schulz
- 2003–2005: Wolfgang Schuhmann
- 2005–2009: Hrvoje Horvat
- 2009: Wolfgang Schuhmann
- Dezember 2009: Georgi Sviridenko
- Januar 2010: Christian Rose
- ab Februar 2010: Raimo Wile
- ab Oktober 2010: Zdeněk Vaněk
- 2011–2013: Hrvoje Horvat
- 2013–2020: Jan Gorr[23]
- 2020–2021: Alois Mráz
- 2021–2023: Brian Ankersen
- 2023–: Jan Gorr

## Erfolge
- Saison 2006/07: Aufstieg in die 2. Handball-Bundesliga Süd
- Saison 2008/09: Achtelfinale im DHB-Pokal
- Saison 2013/14: Aufstieg in die 2. Handball-Bundesliga
- Saison 2015/16: Aufstieg HSC 2000 Coburg II in die 3. Handball-Liga
- Saison 2015/16: Aufstieg in die 1. Handball-Bundesliga
- Saison 2016/17: Qualifikation zur A-Jugend Handball-Bundesliga Saison 2017/2018
- Saison 2019/20 Meister und Aufstieg in die 1. Handball-Bundesliga

## Die Saisonbilanzen
| Saison  | Liga                       | Platz    | Spiele | Tore        | Diff.  | Punkte  | DHB-Pokal     |
| ------- | -------------------------- | -------- | ------ | ----------- | ------ | ------- | ------------- |
| 2000/01 | Handball-Bayernliga        | 2        | 24     | 0626 : 0513 | + 113  | 40 : 08 | DNQ           |
| 2001/02 | Handball-Bayernliga        | 1        | 26     | 0806 : 0609 | + 197  | 48 : 04 | DNQ           |
| 2002/03 | Regionalliga Mitte         | 11       | 32     | 0855 : 0903 | − 048  | 28 : 36 | DNQ           |
| 2003/04 | Regionalliga Mitte         | 06       | 30     | 0902 : 0881 | + 021  | 34 : 26 | DNQ           |
| 2004/05 | Regionalliga Mitte         | 03       | 30     | 0938 : 0900 | + 038  | 38 : 22 | 2. Runde      |
| 2005/06 | Regionalliga Süd           | 05       | 18     | 0519 : 0502 | + 017  | 20 : 16 | 1. Runde      |
| 2006/07 | Regionalliga Süd           | 01       | 34     | 1171 : 0943 | + 228  | 57 : 11 | 1. Runde      |
| 2007/08 | 2. Handball-Bundesliga Süd | 04       | 34     | 1057 : 1016 | + 041  | 41 : 27 | 2. Runde      |
| 2008/09 | 2. Handball-Bundesliga Süd | 15       | 34     | 1012 : 1067 | − 055  | 28 : 40 | Achtelfinale  |
| 2009/10 | 2. Handball-Bundesliga Süd | 17       | 34     | 0922 : 1012 | − 090  | 20 : 48 | 1. Runde      |
| 2010/11 | 2. Handball-Bundesliga Süd | 12       | 34     | 0966 : 1005 | − 039  | 25 : 43 | 1. Runde      |
| 2011/12 | 3. Handball-Bundesliga Ost | 05       | 30     | 0877 : 0831 | + 046  | 37 : 23 | 2. Runde      |
| 2012/13 | 3. Handball-Bundesliga Ost | 03       | 30     | 0851 : 0767 | + 084  | 38 : 22 | 1. Runde      |
| 2013/14 | 3. Handball-Bundesliga Süd | 01       | 34     | 0873 : 0697 | + 176  | 52 : 08 | DNQ           |
| 2014/15 | 2. Handball-Bundesliga     | 08       | 38     | 1043 : 1002 | + 041  | 45 : 31 | DNQ           |
| 2015/16 | 2. Handball-Bundesliga     | 03       | 40     | 1106 : 999  | + 0107 | 58 : 22 | Achtelfinale  |
| 2016/17 | Handball-Bundesliga        | 18       | 34     | 0856 : 988  | − 0132 | 14 : 54 | 1. Runde      |
| 2017/18 | 2. Handball-Bundesliga     | 04       | 38     | 1027 : 962  | + 065  | 48 : 28 | 1. Runde      |
| 2018/19 | 2. Handball-Bundesliga     | 03       | 38     | 1076 : 978  | + 098  | 55 : 21 | 1. Runde      |
| 2019/20 | 2. Handball-Bundesliga     | 0Meister | 24     | 694 : 606   | + 088  | 37 : 11 | 1. Runde      |
| 2020/21 | Handball-Bundesliga        | 20       | 38     | 968 : 1157  | – 189  | 11 : 65 | –             |
| 2021/22 | 2. Handball-Bundesliga     | 11       | 38     | 1062 : 1067 | – 005  | 35 : 41 | –             |
| 2022/23 | 2. Handball-Bundesliga     | 11       | 36     | 1005 : 975  | + 030  | 35 : 37 | 2. Runde      |
| 2023/24 | 2. Handball-Bundesliga     | 06       | 34     | 985 : 936   | + 049  | 39 : 29 | 3. Runde      |
| 2024/25 | 2. Handball-Bundesliga     | 06       | 34     | 1011 : 1009 | + 002  | 36 : 32 | Viertelfinale |

| Legende |          |
|         | Aufstieg |
|         | Abstieg  |

## Spielstätte

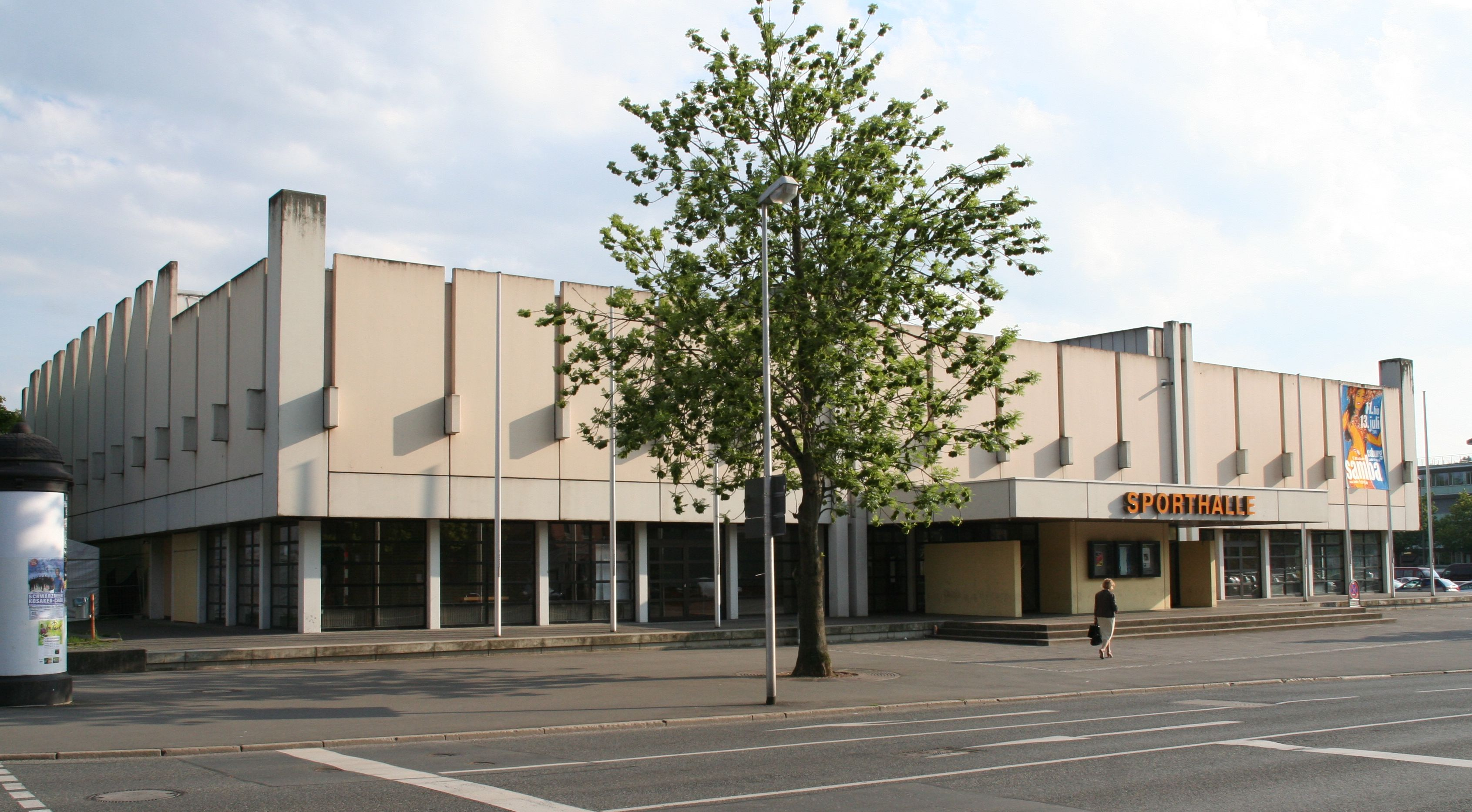
Angersporthalle

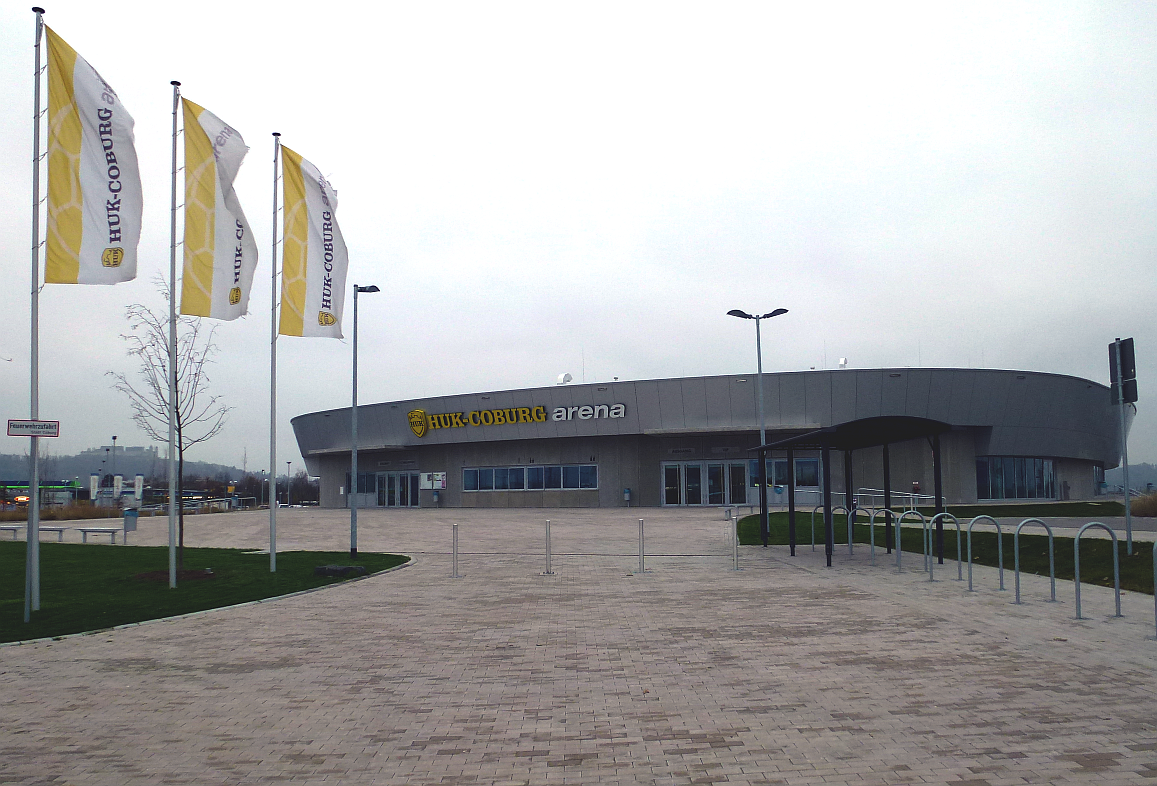
HUK-COBURG arena

Ab der Saison 2011/12 ist die HUK-COBURG arena die Spielstätte in Coburg. Sie hat bei 2273 Sitzplätzen offiziell eine Kapazität von 3530 Zuschauern. Die Heimspiele fanden bis Sommer 2011 in der Dreifachsporthalle am Anger statt. Es standen dort insgesamt 992 Sitzplätze sowie 174 Stehplätze oberhalb der Ränge zur Verfügung. Die Karten für die Heimspiele waren in der Angersporthalle praktisch immer ausverkauft.
In der HUK-COBURG arena hatte der Verein in der Saison 2012/13 in seinen 15 Heimspielen 34.795 Zuschauer. Das entsprach einem Zuschauerschnitt von 2320 pro Spiel, dem besten in der 3. Handball-Liga und auch 2. Handball-Bundesliga. Am 16. März 2013 wurde beim Spiel HSC 2000 Coburg gegen die DJK Rimpar Wölfe in der HUK-Coburg arena mit 3500 Zuschauern ein Zuschauerrekord für die die 3. Liga aufgestellt. In der Saison 2013/14 konnte der Zuschauerschnitt mit 37.571 Zuschauern in 15 Heimspielen auf 2504 pro Spiel gesteigert werden. In der Saison 2014/15 war der Verein mit 48.307 Besuchern in 19 Heimspielen, was einem Schnitt von 2542 pro Spiel entspricht, der Zuschauerkrösus in der 2. Handballbundesliga.

### Zuschauer
| Saison  | Gesamtzuschauer | Durchschnitt | Auslastung [%] |
| ------- | --------------- | ------------ | -------------- |
| 2012/13 | 34.795          | 2.320        | 66,29 %        |
| 2013/14 | 37.571          | 2.504        | 71,54 %        |
| 2014/15 | 48.307          | 2.542        | 72,63 %        |
| 2015/16 | 53.415          | 2.671        | 75,67 %        |
| 2016/17 | 49.006          | 2.883        | 81,67 %        |
| 2017/18 | 40,803          | 2.147        | 60,82 %        |
| 2018/19 | 40,222          | 2.116        | 59,94 %        |

### Nachwuchs
- A-Jugend Bundesligist 2021/22, 2022/23, 2023/24